# گابریل آنتون
گابریل آنتون (آلمانی: Gabriel Anton؛ ۲۸ ژوئیهٔ ۱۸۵۸ – ۳ ژانویهٔ ۱۹۳۳) یک متخصص اعصاب، عصب‌پژوه، روان‌پزشک، و استاد دانشگاه اهل اتریش بود.
شهرت او به سبب پژوهش‌هایش دربارهٔ بیماری روان‌پزشکی است که منشاءشان از قشر مغز و عقده‌های قاعده‌ای است. او به‌سبب مشارکت‌های پیشگامانه‌اش در زمینه جراحی مغز و اعصاب در یادها مانده است. او با همکاری جراحان فریدریش گوستاو فون برامان (۱۸۵۴–۱۹۱۳) و ویکتور اشمیدن (۱۸۷۴–۱۹۴۵)، روش‌های جدیدی را برای درمان هیدروسفالی پیشنهاد کرد. این روش‌ها شامل «روش بالکنستیچ» و «سوراخ کردن زیر پس‌سری» بود. سندرم آنتون-بابینسکی، به همراه متخصص مغز و اعصاب، ژوزف بابینسکی (۱۸۵۷–۱۹۳۲)، نامگذاری شده است. آنتون شرح و توضیح مفصلی از انوسوگنوزیا بصری و آسوماتوگنوزی مرتبط با این اختلال ارائه داد. آسوماتوگنوزی پدیده‌ای نادر است که در آن بیمار بخشی از بدن خود را انکار می‌کند.